# Aplodactylus guttatus
Aplodactylus guttatus är en fiskart som beskrevs av Guichenot, 1848. Aplodactylus guttatus ingår i släktet Aplodactylus och familjen Aplodactylidae. Inga underarter finns listade i Catalogue of Life.